# Bob McDonnell
Pour les articles homonymes, voir McDonnell (homonymie).
Robert Francis McDonnell, dit Bob McDonnell, né le 15 juin 1954 à Philadelphie (Pennsylvanie), est un homme politique américain. Membre du Parti républicain, il est procureur général d'État (2006-2009), puis gouverneur de Virginie (2010-2014). En 2015, McDonnell est condamné à deux ans de prison pour corruption, un jugement cassé l'année suivante par la Cour suprême des États-Unis.

## Biographie

### Son enfance et ses débuts
McDonnell est né à Philadelphie en Pennsylvanie et grandit dans le Nord de la Virginie. Son père, John McDonnell, est un officier de U.S Air Force. Sa mère, Emma, travaille à Mount Vernon. En 1972, McDonnell termine ses études au collège Bishop Ireton High School à Alexandria. Il entre l'Université Notre-Dame-du-Lac grâce à une bourse de la Reserve Officers Training Corps, obtenant au passage une maîtrise avec un B.B.A en management. Il poursuit ses études et décroche un M.S.B.A de l'université de Boston en 1980 et une maîtrise en arts de la Regent University en 1989. McDonnell sert quatre années dans l'U.S Army et seize années comme réserviste, il finit lieutenant-colonel.

## Carrière politique

### Chambre des représentants de Virginie
McDonnell est élu pour la première fois à Chambre des représentants de Virginie en 1992 où il représente le 84e district comprenant Virginia Beach. Il est réélu six fois jusqu'en 2006, date de son élection comme procureur général.

### Élection comme procureur général de l'État
En novembre 2005, McDonnell se lance dans la course pour le poste de procureur général de l'État. Les premiers résultats lui donnent une courte victoire de 323 voix, sur plus de 1,9 million de suffrages exprimés, contre son adversaire démocrate, le sénateur d'État Creigh Deeds. Ce dernier demande un deuxième comptage, qui commence le 20 décembre 2005. En voyant que l'écart ne bouge pas, Deeds admet sa défaite le lendemain. McDonnell prête serment le 14 janvier 2006 à Williamsburg au côté du gouverneur, Tim Kaine et du lieutenant-gouverneur, Bill Bolling,.
Le 4 février 2009, il annonce sa démission du poste de procureur général, qui devient effective le 20 février, afin de se consacrer à sa campagne pour le poste de gouverneur.

### Candidature au poste de gouverneur
En 2009, il annonce sa candidature à l'investiture républicaine pour le poste de gouverneur de Virginie, occupé par le démocrate Tim Kaine qui ne peut se représenter car la Constitution de Virginie interdit de faire deux mandats consécutifs. Le 30 mai 2009, alors seul candidat à l'investiture républicaine, il est désigné par acclamation candidat officiel du Parti, devant plus de 10 000 militants républicains.
En 1989, lorsqu'il est étudiant à l'université chrétienne Regent University, McDonnell rédige sa thèse et y exprime des vues en adéquation avec les sociaux-conservateurs chrétiens (contre l'avortement notamment, même pour une grossesse résultant d'un viol), y plaide pour les valeurs de la famille traditionnelle et de la femme au foyer, jugeant le travail féminin « nuisible » à l'équilibre de la société. Il y indique que le droit doit privilégier les couples mariés plutôt que les « unions libres, les homosexuels ou les fornicateurs ». Ces révélations distillées par le candidat démocrate Creigh Deeds auraient d'après certains sondages réduit l'écart entre les deux candidats.
Le 3 novembre 2009, il est confortablement élu gouverneur de Virginie avec 58,65 % des voix contre le démocrate Creigh Deeds.

### Procès pour corruption
À la fin de son unique mandat, en janvier 2014, McDonnell est remplacé par le démocrate Terry McAuliffe qui a remporté l'élection face au républicain Ken Cuccinelli. Peu après, McDonnell et sa femme Maureen sont mis en examen pour corruption. Jonnie Williams Sr., a fait don de plus de 165 000 dollars en cadeaux, prêts, voyages… et ces dons auraient eu comme contrepartie la promotion par le gouverneur et sa femme des produits de l'entreprise dirigée par Williams, Star Scientific. Ils sont reconnus coupables en septembre 2014. Le procureur demande entre 10 et 12 ans de prison pour McDonnell. En janvier 2015, McDonnell est condamné à 2 ans de prison.

### Vie privée
Bob McDonnell est marié à Maureen Patricia Gardner, Ils ont cinq enfants. La plus âgée, Jeanine, a servi comme officier militaire en Irak. Le couple s'est séparé en 2014.